# Werner Haumann
Werner Haumann (* 15. Januar 1955 in Marl) ist ein Generalmajor der Luftwaffe der Bundeswehr außer Dienst.  Er war auf seinem letzten Dienstposten der Stellvertretende Stabschef (Deputy Chief of Staff/DCoS) Support beim Allied Joint Force Command Naples in Neapel, Italien.

## Militärische Laufbahn

### Ausbildung und erste Verwendungen
Haumann trat 1975 in die Bundeswehr ein. Er studierte Luft- und Raumfahrtwesen und wurde zum Logistikoffizier ausgebildet. Er war Staffelchef an der Technischen Schule der Luftwaffe 3 in Faßberg und Adjutant des Kommandeurs des Luftwaffenunterstützungskommandos in Köln-Wahn.

### Dienst als Stabsoffizier
Von 1989 bis 1991 absolvierte Haumann den Generalstabslehrgang an der Führungsakademie der Bundeswehr in Hamburg. Anschließend wurde er als Logistikstabsoffizier beim Allied Command Europe Mobile Forces in Heidelberg im Bereich Air und später im Bereich Crisis Reaction Forces eingesetzt. 1994 wurde er zum Oberstleutnant befördert, und als Referatsleiter wiederum zum Luftwaffenunterstützungskommando versetzt. 1996 wurde er in das Bundesministerium der Verteidigung nach Bonn versetzt, wo er im Bereich Rüstung verwendet wurde. Ein Jahr später wurde er Adjutant des Generalinspekteurs der Bundeswehr. Im Jahr 2000 nahm Haumann am European Security Training Course am Geneva Centre for Security Policy in Genf teil. Im Oktober 2000 übernahm er das Kommando über das Luftwaffenversorgungsregiment 3 in Landsberg am Lech. Im April 2001 wurde er zum Oberst befördert. Von 2002 bis 2003 war er Abteilungsleiter Logistik im Streitkräfteamt in Bonn. Anschließend wurde Haumann Abteilungsleiter Logistik beim Supreme Headquarters Allied Powers Europe der NATO in Mons, Belgien. 2005 wurde er Abteilungsleiter Fü L II 2 (Bundeswehrplanung, Realisierungskontrolle) im Führungsstab der Luftwaffe im Bundesministerium der Verteidigung.

### Dienst als General
Im Dezember 2009 wurde Haumann zum Brigadegeneral befördert und zum Leiter der Stabsabteilung Fü L II (Logistik, Rüstung, Planung) im Führungsstab der Luftwaffe ernannt. Von Oktober 2012 bis Juli 2015 war er der Abteilungsleiter Unterstützung im Kommando Luftwaffe. 2016 absolvierte Haumann den Senior Course am NATO Defense College in Rom. Von 1. September 2016 bis September 2019 war er auf seinem letzten Dienstposten Deputy Chief of Staff (DCoS) Support beim Allied Joint Force Command Naples in Neapel (Italien). Nach Übergabe dieses Dienstpostens trat er nach 44 Dienstjahren in den Ruhestand.

### Auslandseinsätze
- Januar bis August 2015 KFOR Director NATO Liaison and Advisory Team (NLAT)[3]

## Privates
Haumann ist verheiratet und hat drei Söhne.